# Venus y sátiro con dos amorcillos
Venus y sátiro con dos amorcillos es un cuadro de Annibale Carracci, también conocido como La Bacante.

## Historia

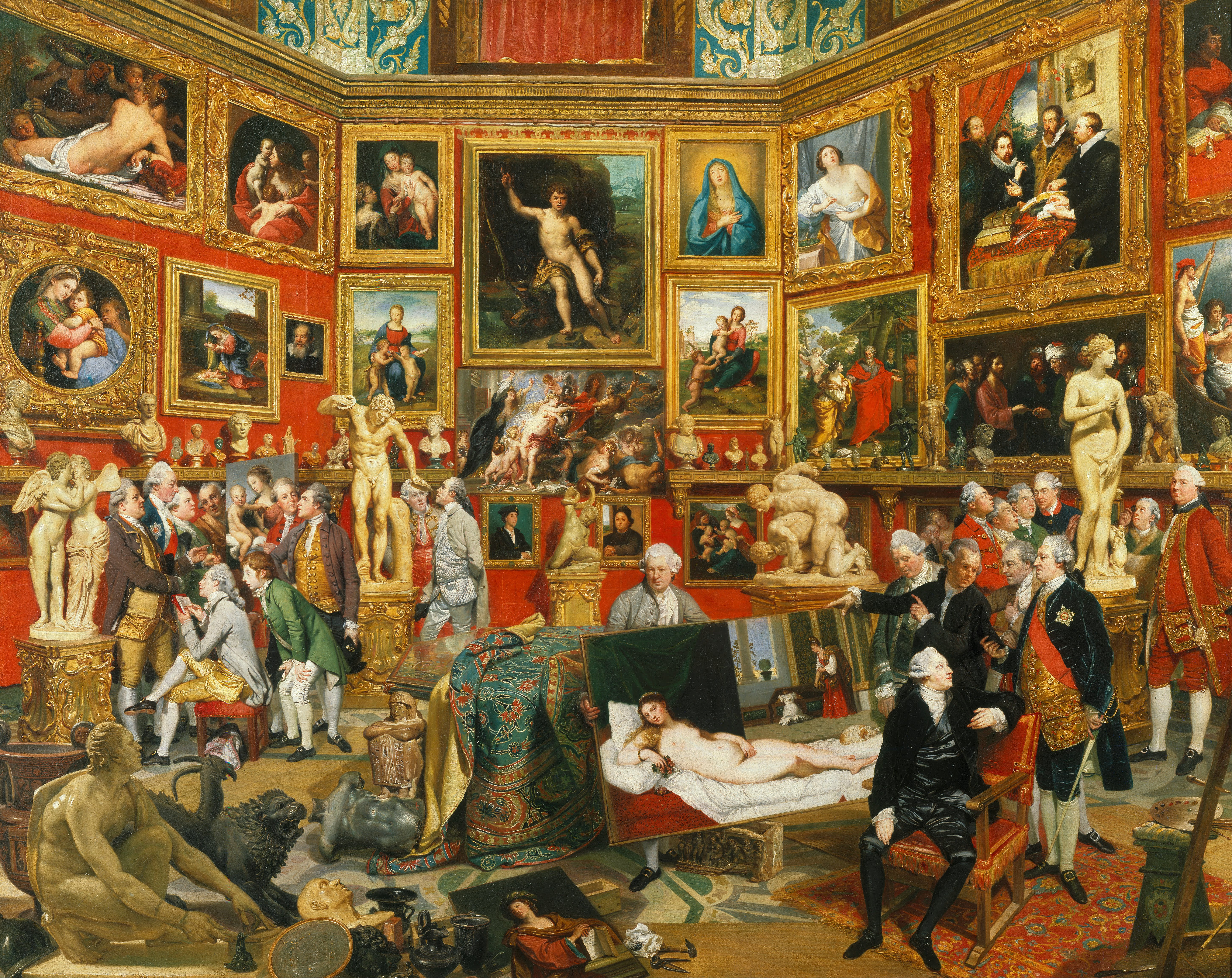
Johann Zoffany, La Tribuna de los Uffizi, 1772-1778, Castillo de Windsor, colección Real.

El lienzo fue vendido en 1620 por un tal Camillo Bolognetti, un caballero boloñés, a un emisario del Gran duque de Toscana.
Una vez en Florencia, la pintura permaneció siempre en las colecciones mediceas, donde se consideró digna de ser exhibida en la Tribuna de los Uffizi, ubicación reservada a las obras más distinguidas propiedad de los Médicis.
La pintura de Carracci aparece de hecho en el cuadro de Johann Zoffany que representa esta sala: está en lo alto a la izquierda, junto a la Caridad de Guido Reni y sobre la Virgen de la silla de Rafael.
No hay datos anteriores a la venta de 1620, así pues es incierta la datación de la obra. Sin embargo, la fuerte influencia veneciana que la caracteriza indica como ubicación temporal más verosímil los últimos años de la novena década del siglo XVI, cuando Annibale hacía poco que había estado en Venecia.
A causa de la fuerte carga erótica que impregna la escena, la obra, durante el siglo XVIII, se cubrió con otro lienzo, usado como pantalla, retirado solo a principios del siglo XIX.

## Descripción y significado iconográfico

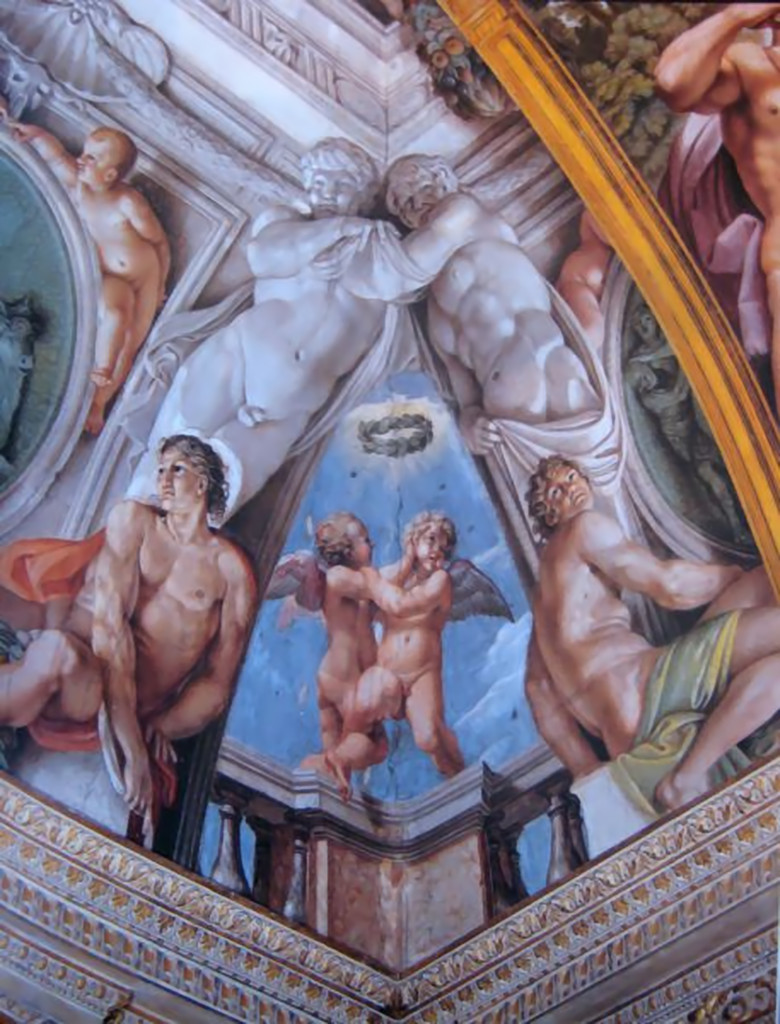
Annibale Carracci, Eros y Anteros, 1597-1601, Roma, Palacio Farnesio, detalle de los frescos de la Galería Farnesio.

Dada la explícita sensualidad del cuadro, debido a la desnudez de la diosa de espaldas, cuyas nalgas aparecen bien visibles en primer plano, se aprecia una clara alusión sexual, aun más subrayada por el contraste entre las formas opulentas y rosadas de Venus con las oscuras del sátiro, a su vez emblema del instinto carnal, a lo que se asocia también el ofrecimiento de una copa de uvas, que entrega a la diosa, fruto dionisíaco por excelencia.
Estos temas eran comunes en el Renacimiento y el Barroco en los denominados cuadros "de cámara", destinados a los ambientes estrictamente privados de las alcobas señoriales y a menudo caracterizados por escenas de contenido erótico, para deleite del propietario.
Aunque se podría dudar fácilmente que la pintura tenga también este valor, al mismo tiempo se capta un trasfondo moral.
Se observa, de hecho, que la diosa se sustrae al acercamiento del sátiro y más bien se cubre púdicamente con un paño blanco. Pero es sobre todo la acción de los dos amorcillos lo que desvela este aspecto edificante.
Mientras uno abajo a la izquierda agarra un muslo de Venus – como para soportar el asalto del sátiro – y saca la lengua en pose lasciva (pero también un poco cómica), el otro, arriba a la derecha, llega al vuelo y agarra al sátiro por los cuernos deteniendo su ímpetu.
Los dos putti, así pues, no son otros más que Eros y Anteros, en perenne conflicto entre ellos, como precisamente es continua la lucha entre los “bajos” instintos del cuerpo y las pasiones (Eros) y el alto aliento del amor espiritual y virtuoso (Anteros). Obviamente, como impone la moral de la época, la palma de la victoria está destinada a Anteros, que en efecto está a punto de coronar a Venus con una guirnalda.
La Venus protagonista de esta obra es por tanto una Venus Celeste, es decir la faceta de la diosa que encarna los aspectos “nobles” del amor – que en un último análisis remiten al amor de Dios – en contraposición a la Venus Terrena (o Vulgar) que a la inversa simboliza los aspectos “deteriorantes” de este sentimiento: la vanidad, la fugacidad de las pasiones y la lascivia.

## Referencias estilísticas

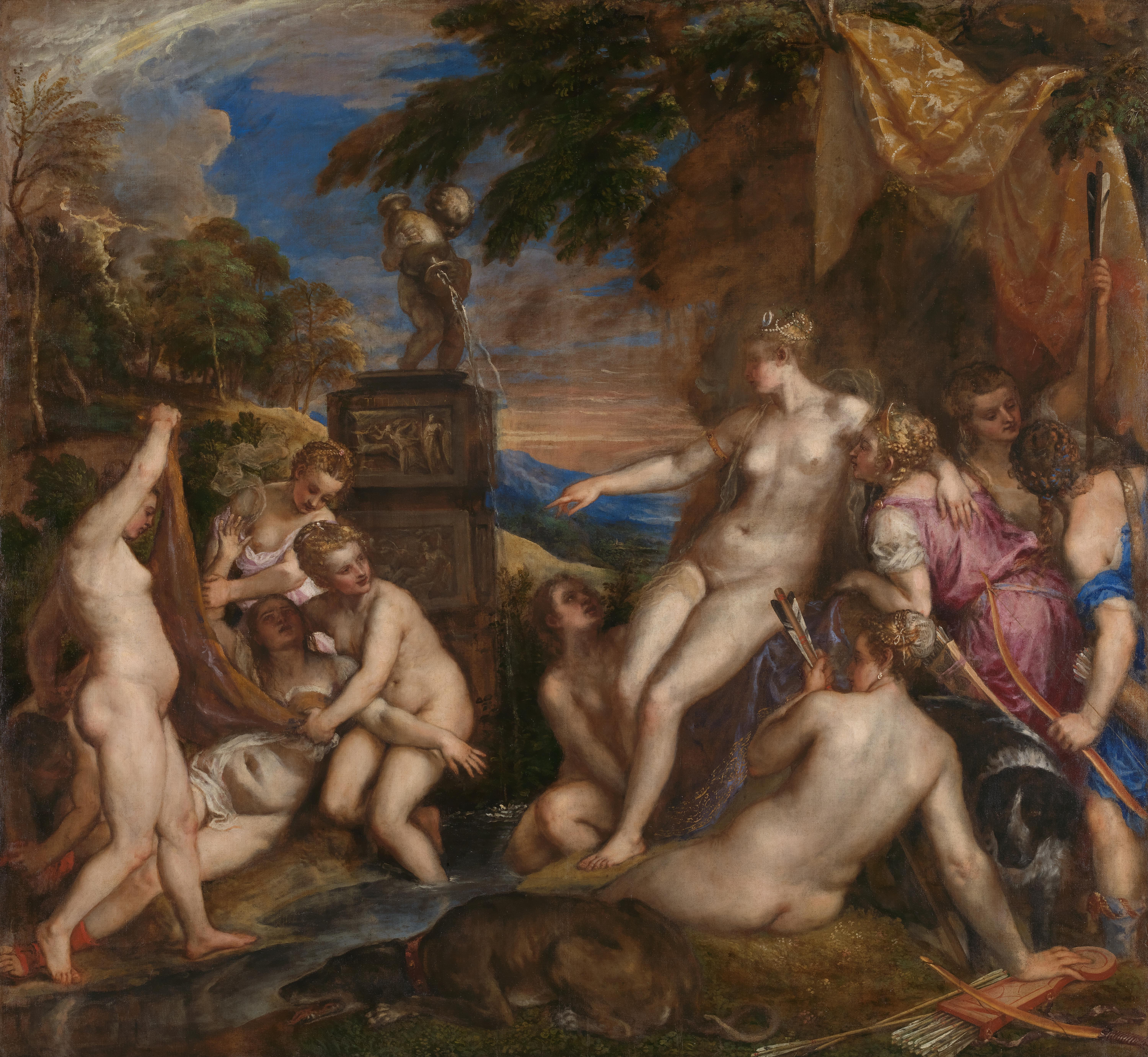
Tiziano, Diana y Calisto, 1559, Madrid, Museo del Prado.

## Otras imágenes

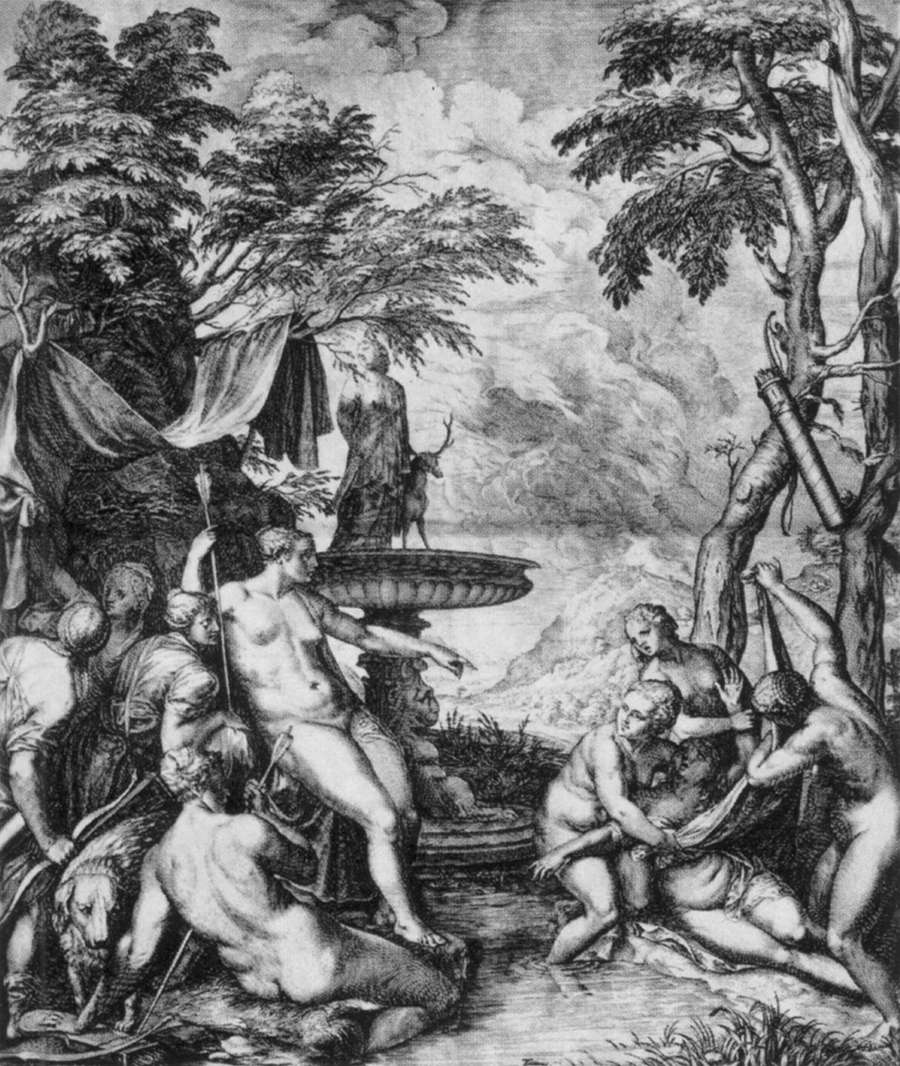
Cornelis Cort, Diana y Calisto, grabado de la obra de Tiziano, 1566, Londres, British Museum.
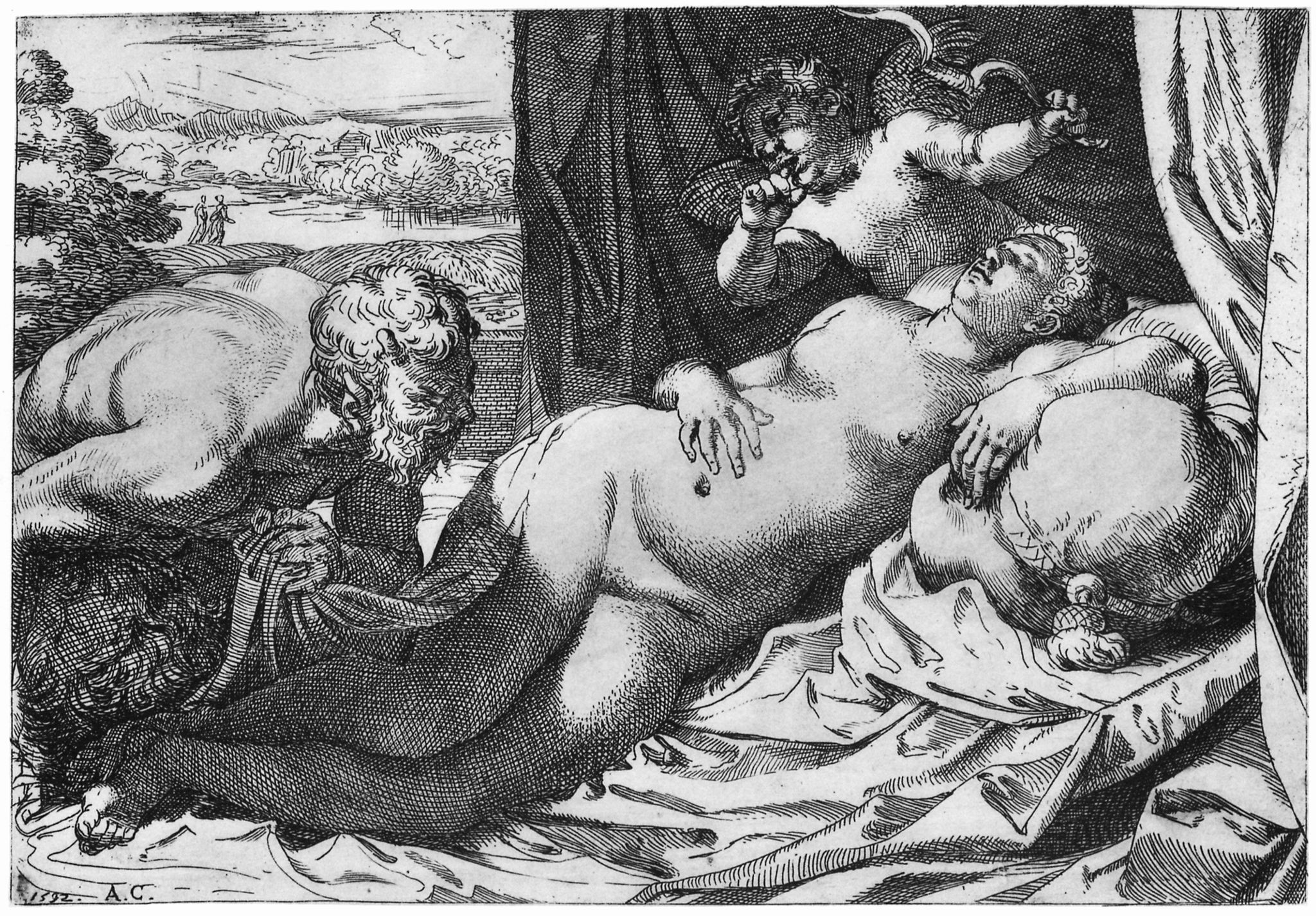
Annibale Carracci, Júpiter y Antíope (o Venus espiada por un sátiro), 1592, Karlsruhe, Staatliche Kunsthalle Karlsruhe.
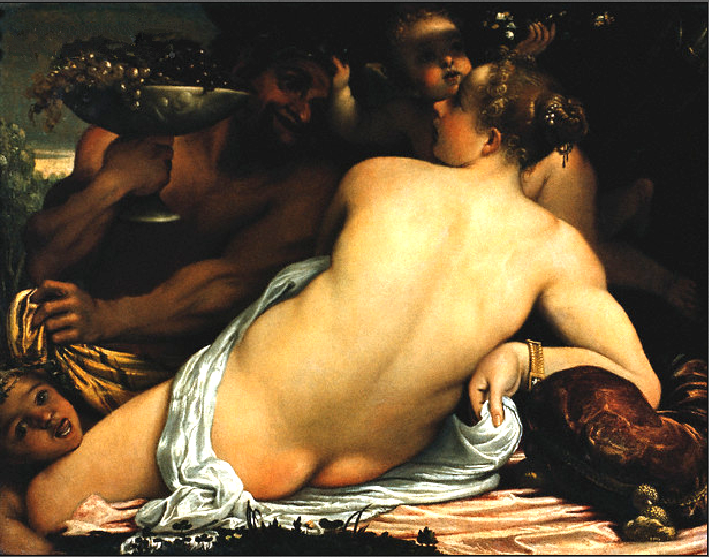
La copia o réplica del Chrysler Museum.